# Marek Kośmider

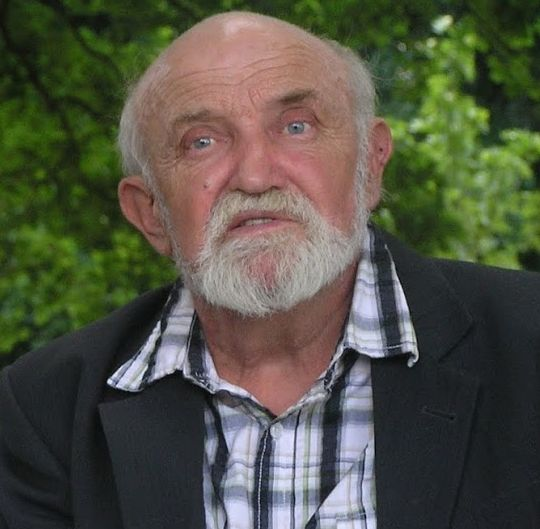
Marek Kośmider

Marek Kośmider (ur. 17 stycznia 1944 w Lublinie, zm. 13 stycznia 2014 w Wągrowcu) – nauczyciel, poeta.

## Życiorys
Ukończył polonistykę na UAM w Poznaniu, był nauczycielem i instruktorem teatralnym. Założył w Gnieźnie grupę „Próby” (z Wacławem Jamroziakiem), reaktywował w Wągrowcu i w Poznaniu (m.in. ze Stanisławem Barańczakiem, Ryszardem Krynickim). Prowadził grupę „Do-prawdy” w II LO w Poznaniu. Opiekował się grupą „Wena” w Wągrowcu i w więzieniu w Wołowie (korespondencyjnie).
Debiutował wierszem publikowanym anonimowo cytowanym w artykule – Józefa Ratajczaka „Wągrowieckie Próby”. Właściwy debiut pod nazwiskiem w „Almanachu Iskier” w 1965-66 i w „Imionach powinności” grupy „Próby”.
Laureat ponad 150 konkursów literackich z poezji i prozy. Jego teksty publikowano w wielu książkach pokonkursowych, również w prasie lokalnej i m.in. w „Głosie Nauczycielskim”, „Wiadomościach Kulturalnych”, „W rzeczywistości”, „w Nurcie”, „Okolicy Poetów”, „Gazecie Wyborczej”.
W 1994 wydał książki poetyckie: „Syn Człowieczy” (ze wstępem Józefa Ratajczaka), „Swój Człowiek”, „Arka Nienarodzonych”, a w 1998 „Czyściec Miłości” i „Matka Ludzka” (ze wstępem Marianny Bocian) oraz w 2003: „Dziecko światła”, „Homo Viator”, „Świadek epoki”, „Człowiek do Ziemi”, „Niebo Poetów” oraz wybory: „Poeta, którego nie ma”, „Istota”. Wydanie i wydawnictwo własne: „Stowarzyszenie Umarłych Poetów”.
Jego wiersze zamieszczone są m.in. w „Poezja polska. Antologia Tysiąclecia” IBIS. 2002: „Cud który trwa”, „Papieżowi – poecie poeci 2003”, „Proza życia”.
Członek Warszawskiego Oddziału ZLP od 1997 roku. Od roku 2006 nie brał udziału w konkursach, ze względu na opiekę nad matką Leokadią i z powodu choroby. Od 2012 uczestniczył w spotkaniach organizowanych przez Oddział Poznański ZLP i Klub Literacki „Dąbrówka”.
8 marca 2013 został odznaczony przez Prezydenta RP Bronisława Komorowskiego Krzyżem Kawalerskim Orderu Odrodzenia Polski.

## Ważniejsze nagrody
- 1964 – III nagroda w konkursie studenckim „poezja rówieśników Polski Ludowej” w Poznaniu za wiersz: „Bańka mydlana”.
- 1971 – II nagroda w OKP „Debiut roku 1971” w klubie Hybrydy.
- 1974 – nagroda „Gazety Poznańskiej” za wiersz o Poznaniu („Na cytadeli”) podczas IV Turnieju Zielonej Wazy w Pałacu Kultury w Poznaniu[4].
- 1976 – II nagroda w Ogólnopolskim Festiwalu Poetyckim w Łodzi 1976 – wyróżnienie I kategorii na VII Konkursie im J.Śpiewaka za „Nasz człowiek”.
- 1977 – I wyróżnienie w Turnieju Jednego Wiersza w ramach Wałbrzyskich Ścieżek Literackich w Wałbrzychu.
- 1978 – I miejsce w VIII Turnieju Zielonej Wazy w Pałacu Kultury w Poznaniu za wiersze: „Nasz. Człowiek z Poznania” i „Nasz człowiek się mieni”.
- 1979 – II nagroda w VII Turnieju Wierszy o Poznaniu i Wielkopolsce[5].
- 1979 – II nagroda za wiersz „Z kolegiaty” w Konkursie Poetyckim „Strofy dla Miasta” w Głogowie, organizator Robotnicze Centrum Kultury.
- 1984 – I miejsce w „Turnieju Trzech Wierszy” podczas III Biesiady Poetyckiej w Wągrowcu; wiersz nagrodzony „Jajem poetyckim”[6].
- 1985 – I miejsce w XIII Turnieju Wierszy o Poznaniu i Wielkopolsce[7].
- 1985 – I miejsce w Turnieju 3 Wierszy na IV Biesiadzie Poetyckiej w Wągrowcu.
- 1985 – II nagroda za prozę na XX Ogólnopolskim Konkursie Poetyckim o „Rubinową Hortensję” w Piotrkowie Trybunalskim.
- 1988 – I nagroda w Konkursie Poetyckim im. A. I St. Babińskich „O statuetkę znicza”.
- 1989 – I nagroda za zestaw wierszy w X Ogólnopolskim Konkursie Poetyckim „O laur Jabłoni 89" w Grójcu.
- 1989 – I nagroda w konkursie na zestaw wierszy na XVI Ogólnopolskim Festiwalu Poezji w Łodzi.
- 1989 – Nagroda „Przemian” w konkursie „Świętokrzyska Lira Poezji” za wiersz „Boże mojego istnienia”[8].
- 1989 – I nagroda w kategorii poezji na IV Ogólnopolskim Konkursie Poetyckim im. Edwarda Szymańskiego w Szczecinie.
- 1989 – Grand Prix i I Nagroda w Ogólnopolskim Konkursie Poetyckim o „Szczeciński Bursztyn”.
- 1989 – I nagroda za zestaw wierszy w Ogólnopolskim Konkursie Poetyckim im. J. Przybosia „Patria'89" w Rzeszowie.
- 1990 – II nagroda w prozatorskim konkursie otwartym na XX OKP o laur „Rubinowej Hortensji” w Piotrkowie Trybunalskim..
- 1992 – II nagroda na Turnieju poetyckim nauczycieli w Sobieszowie pod Chojnikiem.
- 1993 – I nagroda w I konkursie im Klemensa Janickiego (Wielka Sień w Ratuszu)[9].
- 1993 – II nagroda w dziedzinie poezji w ogólnopolskim interdyscyplinarnym konkursie Rady Krajowej RSTK pt.: „Miłość” w Muzeum Etnograficznym w Poznaniu.
- 1993 – I miejsce w II Ogólnopolskim Konkursie Poetyckim im Feliksa Rajczaka w Zduńskiej Woli.
- 1995 – I nagroda w V edycji Ogólnopolskim Konkursie Poetyckim im. Franciszka Becińskiego w Radziejowie[10].
- 1995 – I miejsce w VIII Ogólnopolskim Konkursie Poetyckim „O laur Opina” w Ciechanowie.
- 1996 – II nagroda na I Ogólnopolskim Konkursie Poetyckim pn. „Pomorskie Klimaty” dla pracowników oświaty.
- 1996 – II miejsce w III Ogólnopolskim Konkursie Poetyckim im. Feliksa Rajczaka w Zduńskiej Woli.
- 1996 – II nagroda w X Ogólnopolskim Konkursie Poetyckim Im. Edwarda Stachury we Włocławku.
- 1996 – II nagroda w Turnieju Jednego Wiersza w Świebodzinie.
- 1997 – nagroda specjalna w XVI Międzynarodowym Konkursie Poezji „Szukamy talentów wsi”[11].
- 1997 – I nagroda w Ogólnopolskim Konkursie Poetyckim o Kobiecie w Rawie Mazowieckiej.
- 1997 – I nagroda w I Ogólnopolskim Konkursie Poetyckim „Kiedy Ty mówisz Odra” we Wrocławiu.
- 1997 – II nagroda w Ogólnopolskim Konkursie Poetyckim im. Władysława Broniewskiego „Liść dębu” w Płocku.
- 1997 – II nagroda w kategorii prozy w XII Ogólnopolskim Konkursie Literackim im. Mieczysława Stryjewskiego w Lęborku.
- 1997 – II miejsce w Turnieju Jednego Wiersza podczas Konkursu „Samowar 97" w Świebodzinie.
- 1999 – I nagroda w IV Ogólnopolskim Konkursie Poetyckim im. Eryka Pietruszaka w Drezdenku.
- 1999 – I nagroda XXIX Ogólnopolskim Konkursie Poetyckim o „Rubinową Hortensję” w Piotrkowie Trybunalskim.
- 2000 – Puchar prezesa Zarządu Głównego ZNP w Konkursie Buława Hetmańska w Zamościu.
- 2000 – I nagroda w X Ogólnopolskim Konkursie Poetyckim o nagrodę Zygmunta Bukowskiego w Przywidzu.
- 2000 – I nagroda w kategorii prozy w III Ogólnopolskim Konkursie Literackim im. Leopolda Staffa w Skarżysko-Kamienna.
- 2000 – I nagroda w kategorii poezji XXIII Konkursie Literackim w Siedlcach.
- 2001 – II nagroda (pierwszej nie przyznano) – Oficyna Konfraterni Poetów w Krakowie.
- 2001 – II nagroda w konkursie poetyckim „Prezentacje ekologiczne Barcin 2001”.
- 2004 – I nagroda w XXIV edycja Ogólnopolskim Konkursie Poetyckim o nagrodę „Milowego Słupa” w Koninie.
- 2005 – II miejsce w III Turnieju Jednego Wiersza „Świętojańskie nastroje” w Kętach.
- 2005 – I nagroda w dziedzinie prozy za minipowieść: „Kawalek Agenta” i III nagroda w kategorii poezji w XX VIII Konkursie Literackim w Siedlcach.
- 2005 – I nagroda w konkursie o „Herb Grodu Miasta Chorzowa za psalmy o poetach” Stachury, Bruno – Milczewskiego, Herberta w Chorzowie.
- 2005 – I nagroda w dziedzinie prozy za opowiadanie „Tamten Świat” na XIV Nadnyskich Spotkaniach Literackich w Zgorzelcu[12].
- 2005 – II nagroda w XXI Konkursie im. J.I. Kraszewskiego w Muzeum im. J.I. Kraszewskiego. W Muzeum w Romanowie koło Białej Podlaskiej.
- 2012 – I nagroda w Ogólnopolskim Konkursie Poetyckim „Herb Grodu” Miasta Chorzowa za cykl wierszy „Psalmy do Człowieka Poety Papieża”.

## Wybrane publikacje pozakonkursowe
- „*** Dawniej – pierwsze słowa...” jako anonimowy przykład w omówieniu Józefa Ratajczaka; „Wągrowieckie próby”[13].
- „Człowiek do Ziemi”, „Pozwolę sobie” w „Almanach Młodych” Poezja i proza 1965/1966.[14]
- „Człowiek do Ziemi”, „Erotyk pełny”, „Pozwolę sobie”, „Ogród”[15].
- „Gdyby Polak był człowiekiem” (fragment), „Przypowieść” (fragment)[16]
- „Na cytadeli” – Wystawa rękopisów wierszy członków Koła Młodych Związku Literatów Polskich – Poznań[17].
- „Nasz człowiek wszystko może”, „Nasz człowiek z dekalogu”, „Nasz człowiek studiuje”, „Nasz człowiek jest ludzki”[18].
- „Na cytadeli”[19].
- „Żeglarze mórz wewnętrznych”[20].
- „Swój człowiek o sobie”, „Nasz człowiek się mieni”, „Nasz człowiek z głową” w cyklu „Poeci poznańscy”[21].
- „Z księgo rodzaju”, „Zostawiam”[22].
- „Stanisław Grochowiak”, „Andrzej Bursa”, „Edward Stachura”, „Halina Poświatowska”, „Rafał Wojaczek”[23]
- Międzynarodowy Listopad Poetycki[24].

## Wywiady
- „Marcowy popiół wspomnień”[25]
- „Słowa, które całują i ranią”[26].
- „HOMO WIATOR” NA SZLAKACH MARCOWYCH” Rozmowa z bardem poetą, pisarzem oraz ogrodnikiem MARKIEM KOŚMIDEREM[27].

## Prywatnie
Małżeństwo z Zofią Frydel-Kośmider, rozwód po 8 latach, dwoje dzieci: syn Artur i córka Magdalena.